# Micromacromia flava
Micromacromia flava is een libellensoort uit de familie van de korenbouten (Libellulidae), onderorde echte libellen (Anisoptera).
De soort staat op de Rode Lijst van de IUCN als onzeker, beoordelingsjaar 2008.
De wetenschappelijke naam Micromacromia flava is voor het eerst geldig gepubliceerd in 1947 door Longfield.